# Plebejus kononis
Plebejus kononis är en fjärilsart som beskrevs av Matsumura 1926. Plebejus kononis ingår i släktet Plebejus och familjen juvelvingar. Inga underarter finns listade i Catalogue of Life.